# すいーとプロミス
『すいーとプロミス』は渡辺志保梨による日本の4コマ漫画作品。『まんがタイムジャンボ』（芳文社）2010年3月号から2011年8月号まで連載された。単行本は全1巻。

## 概要
「大きくなったら結婚して」
そんな子供の頃の約束を交わしたイトコと再会・同居することになった光介。
子供の頃の約束だとすっかり忘れていた光介だが、相手の綾芽はそれを覚えていて...
純粋で積極的な綾芽とその妹の椿に翻弄される光介の不思議な同居生活を描いた作品。

## 登場人物
光介
親の都合で従姉である綾芽達の家に同居することになった高校生。
綾芽とは幼少期に結婚の約束をしていたが、本人はすっかり忘れていたものの相手の綾芽はしっかりとそれを覚えており、それによって彼女達に振り回される日々を送ることになる。
ただ、本人も綾芽に対して好意を持ち続けていたようであり、彼女の積極的な言動に困惑しているような描写が多い。
常識的な性格をしており、成績もよい。
早瀬綾芽
光介の従姉で22歳の教師。
幼少期に光介と交わした結婚の約束をずっと覚えており、一途に彼の事を想い続けて、光介の婚約者や未来の妻を自称している。
小学二年生の時に光介が引っ越し、離れ離れになってしまったが、その間の光介のことを把握していたり、写真を持っていたりと「行動力がある」では済まされないほどの執着ぶり。
高校教師をしており、光介と椿の担任をしている。
光介の事となると夢中ではあるが、美人であり料理をはじめとする家庭的な事に秀でており、家事全般も一人でこなしている。
早瀬椿
光介の従姉で光介と同じく15歳で高校生の女の子。
実は彼女も幼少期に光介と結婚の約束をしていたが、こちらはすっかり忘れている。
高校ではクラスも同じであり、成績があまり良くないため光介に勉強を見てもらうこともある。
家庭的な綾芽と違い、家事が苦手。
実はサンタクロースを未だに信じている。
また、思考や言動が子供っぽい事が多い。

## 単行本
- 芳文社より「まんがタイムコミックス」として刊行。
  - 第1巻 （2011年8月21日発行） ISBN 978-4-8322-6995-8